# Francesco Lorenzo Pullè
Francesco Lorenzo Pullè, Conte di San Florian (Modena, 17 maggio 1850 – Erbusco, 22 agosto 1934), è stato un glottologo, politico e militare italiano.

## Biografia
Di antica e nobile famiglia modenese, dopo la laurea intraprese la carriera di docente insegnando nelle università di Pisa, Padova e, dal 1899, a Bologna, dove fu professore di filologia indoeuropea e direttore del gabinetto di glottologia, nonché professore di legislazione scolastica per i normalisti nel corso di perfezionamento e nella scuola di magistero. Si dedicò con particolare impegno alla glottologia, con pubblicazioni scientifiche sulla lingua sanscrita, la letteratura indoeuropea e i dialetti italiani. Sempre a Bologna, inaugurò nel 1907 il Museo indiano, con sede nel Palazzo dell'Archiginnasio, che rimase aperto al pubblico fino al 1935. Creato a partire dalle collezioni personali di Pullè, raccolte durante i suoi viaggi in Asia, il Museo raccolse anche materiali di altri donatori.
Fervente patriota di ideali risorgimentali, a soli sedici anni prese parte da volontario alla Terza guerra d'indipendenza, arruolato nelle file garibaldine, a 65, da soldato semplice, combatté nella prima guerra mondiale sul Podgora e sul Carso, dove venne anche ferito e decorato con due medaglie al valore.
L’esperienza della guerra lo indusse ad aderire al fascismo, sicché già nel 1917 Pullé fu tra i fondatori del Fascio parlamentare di difesa nazionale.
Pullè era un massone. Non si sa dove e quando sia stato iniziato, ma il 5 agosto 1896 fu affiliato Maestro massone nella Loggia Carlo Darwin di Pisa. Il 29 maggio 1911, in una lettera, il Gran maestro del Grande Oriente d'Italia Ettore Ferrari si congratulò con lui per essersi ispirato ai più alti ideali massonici.

## Opere
- Grammatica sanscrita, Torino, Ermanno Loescher, 1883.
- Un progenitore indiano del Bertoldo, Venezia, Antonelli, 1888.
- Testi antichi modenesi dal secolo XIV alla metà del secolo XVII., Bologna, Romagnoli Dall'Acqua, 1891.
- Dialetti modenesi. Schizzo dei dialetti del frignano, Rocca S. Casciano, Cappelli, 1895.
- Un capitolo fiorentino d'indologia del secolo XVII., Firenze, Carnesecchi, 1898.
- Lo spirito dell'Università popolare. Discorso inaugurale della Università popolare di Bologna 10 febbraio 1901, Mantova, Baraldi & Fleischmann, 1901.
- La cartografia antica dell'India, Firenze, Carnesecchi, 1901-1932, 5 volumi.
- Gli studi orientali e l'espansione coloniale, Bologna, Azzoguidi, 1913.
- Italia: genti e favelle, Torino, F.lli Bocca, 1927, 3 volumi.